# Beelzebub-jō no Okinimesu Mama.
Beelzebub-jō no Okinimesu Mama (ベルゼブブ嬢のお気に召すまま。 Beruzebubu-jō no Okinimesu Mama.?) es un manga escrito e ilustrado por matoba, serializado en la revista Gekkan Shōnen Gangan desde julio de 2015. Una adaptación a serie de anime producida por Liden Films se emitió del 11 de octubre al 27 de diciembre de 2018. El manga terminará en mayo de 2020 con un total de doce volúmenes.

## Personajes
Belcebú (ベルゼブブ Beruzebubu?)
 Seiyū: Saori Ōnishi
El personaje principal de la serie, una joven con cabello largo y rubio y ojos azules. Belcebú es un antiguo serafín y el actual gobernante de Pandemonium tras la desaparición inexplicada de Satanás. Si bien la mayoría de los demonios la admiran por sus habilidades como gobernante capaz e inteligente, en privado es una cabeza hueca tonta que gobierna solo porque es su trabajo y ama cualquier cosa esponjosa, de hecho, su sueño de toda la vida es convertirse en una gran bola de pelusa. A ella le gusta burlarse de su asistente principal, Mullin, y con frecuencia lo avergüenza por su propia diversión. Se enamora de él después de un incidente en el que la protegió de unos matones que le aceleró el corazón, pero como no ha tenido experiencia con hombres, todavía no comprende cuáles son sus sentimientos.
Mullin (ミュリン Myurin?)
 Seiyū: Rikuya Yasuda
Mullin es un joven demonio con cabello azul-violeta claro y ojos verdes, el encargado principal de Belcebú y prefiere que todo el trabajo funcione sin problemas y de manera eficiente. Tiene algunas características tsundere con otros demonios que afirman que tiene el «corazón puro de una doncella». Se avergüenza fácilmente y se sonroja cada vez que es expuesto al cuerpo desnudo de Belcebú o algo relacionado con el sexo. A menudo se siente frustrado por el comportamiento de Belcebú y, aunque respeta sus habilidades de liderazgo, está más que dispuesto a regañarla. Se siente fuertemente atraído por ella y, a menudo, no puede manejar lo linda que es. Él es muy protector con ella y tiene al menos cierta habilidad para luchar, ya que rápidamente se enfrentó a dos matones que acosaban a Belcebú cuando se perdió en la ciudad.
Belfegor (ベルフェゴール Berufegōru?)
 Seiyū: Misaki Kuno
Una joven demonio con cabello rosado y ojos rojos. Sufre de ansiedad social severa y le tiene miedo a casi todos, excepto a Belcebú, a quien siempre corre y se esconde detrás. Su ansiedad significa que tiembla de miedo casi constantemente y corre al baño varias veces por minuto cuando está realmente asustada. Parece estar enamorada de Azazel, ya que se ve muy nerviosa a su alrededor, molesta cuando pensó que estaba enojado con ella y aceptó felizmente una bolsa de galletas de Mullin tras enterarse de que Azazel las horneó.
Azazel (アザゼル Azazeru?)
 Seiyū: Satoshi Hino
Un demonio alto y musculoso con un comportamiento serio, cabello plateado y ojos marrones que solía ser un querubín. A pesar de su apariencia seria, en realidad es extremadamente amable y amigable. Casi nunca habla en voz alta, prefiere comunicarse con mensajes escritos en carteles y solo se le puede escuchar hablando en su cabeza. Secretamente ama las cosas lindas como cachorros y gatitos y colecciona juguetes de peluche que guarda en su habitación, especialmente osos de peluche. La única comida que come en la cantina del castillo son los panqueques de osito de peluche. Tiene la habilidad suficiente para coser y puede hacer sus propios peluches, cosa que Belcebú le pide con frecuencia, y también puede hornear sus propias galletas. Está enamorado de Belfegor y odia que su apariencia la asuste y ha intentado varios métodos para parecer menos aterrador.
Sargatanas (サルガタナス Sarugatanasu?)
 Seiyū: Ai Kakuma
Un demonio femenino alto y estricto con ojos marrones y cabello corto y morado a excepción de dos largos mechones que casi llegan al piso. Es la asistente de Astaroth y pasa la mayor parte de su tiempo persiguiéndolo y obligándolo a regresar al trabajo. A pesar de su apariencia tranquila y serena, en realidad es una sádica abierta, con frecuencia castiga a Astaroth violentamente o amenaza con dispararle con sus pistolas duales, especialmente cuando llama la atención sobre su pecho plano. Su posición en el departamento de finanzas de Pandemonium le permite mantener una reserva secreta de dinero para reparar los daños causados por sus métodos violentos de obligar a Astaroth a hacer su trabajo. A pesar de su violencia, también disfruta de cosas lindas similares a Azazel, aunque a diferencia de Azazel, prefiere mantener su pasatiempo en secreto.
Astaroth (アスタロト Asutaroto?)
 Seiyū: Yoshitsugu Matsuoka
Un ex ángel masculino con cabello rubio y ojos dorados que a veces usa alas de ángel falsas para impresionar a las mujeres. En la actualidad es el ministro de finanzas de Pandemonium, en control de todo el dinero y los presupuestos departamentales, aunque se sabe que desperdicia o malgasta los presupuestos imprudentemente. Él eligió caer del cielo poco después de que Belcebú lo hiciera debido a su enamoramiento por ella y, a menudo, trata de comunicar sus sentimientos, aunque sus métodos lo hacen parecer un acosador. Le sorprendió que a Belcebú le gustara más Mullin que el, ya que considera a Mullin aburrido y poco impresionante. Le gusta referirse a sí mismo como el hermano mayor de Belcebú, aunque no están relacionados.
Eurínome (エウリノーム Eurinōmu?)
 Seiyū: Chinatsu Akasaki
Una mujer demonio con gafas con cabello largo y azul y ojos verdes que trabaja en el departamento de justicia de Pandemonium. Mientras trabaja, es muy profesional y, según Mullin, muy buena onda; pero, en secreto, tiene un fetiche por los niños en la escuela primaria, aunque solo los mira a distancia. Su fetiche significa que considera que los hombres adultos no son atractivos y que la única forma en que puede soportar hablar con ellos es usando su poderosa imaginación, un poder que llama alas de imaginación, para imaginar a todos los hombres adultos en sus formas de niño pequeño. No le gusta Astaroth por su personalidad poco sincera y promiscua, y prefiere su forma frágil y necesitada de niño que ve en su imaginación. Parece estar enamorada de Dantalion debido a su apariencia extremadamente juvenil.
Dantalion (ダンタリオン Dantarion?)
 Seiyū: Aoi Yūki
Un demonio masculino de aspecto juvenil con cabello azul, ojos azules y orejas de conejo. Es el bibliotecario de la biblioteca de Pandemonium que tiene bibliomanía y bibliofilia. Su actividad favorita es leer libros por la noche, lo que significa que a menudo se queda dormido en su escritorio, mientras habla con la gente e incluso cuando está de pie. Posee la capacidad de determinar exactamente qué libro le gustaría leer a una persona, adivinando correctamente el autor favorito de Mullin después de conocerlo solo por unos segundos. Es amigo de Azazel y usa a Moloch como una escalera de mano para llegar a los estantes altos. Aunque se refiere a Moloch como senpai, generalmente es el que ordena a Moloch. Afirma haber leído todos los libros dentro de la biblioteca, de los cuales hay más de 700 millones. Según la cantidad de tiempo que llevaría leer tantos libros, Mullin calcula que Dantalion, de aspecto juvenil, puede ser uno de los demonios más antiguos de Pandemonium.
Moloch (モレク Moreku?)
 Seiyū: Kazuyuki Okitsu
Un demonio masculino extremadamente enérgico, ansioso y ruidoso con cabello castaño, ojos verdes y gafas. Es uno de los demonios más antiguos de Pandemonium, lo que lo hace casi tan importante como Belcebú, sin embargo, a diferencia de Belcebú, delega todo su trabajo a sus subordinados para que pueda concentrarse en su verdadera pasión, hacer lo que Dantalion le diga.
Ninurta (ニスロク Nisuroku?)
 Seiyū: Shinobu Matsumoto
Un demonio alto y masculino con ojos y cabello anaranjado. Él es el antiguo principado del Jardín del Edén que custodiaba la fruta prohibida. En la actualidad es el chef personal de Belzebú y está orgulloso de este hecho, incluso se conmovió hasta las lágrimas cuando Belzebú le pidió una lección de cocina, pensando que quería aprender para no necesitarlo más. Tiene la habilidad suficiente para poder cocinar una comida completa en 3 segundos, moviéndose a velocidades tan altas que le arrancan la ropa.
Adramelec (アドラメレク Adoramereku?)
 Seiyū: Masaya Onosaka
Un demonio masculino con el pelo morado, un sombrero decorado con una cinta, chaqueta militar alrededor de los hombros y una amplia camisa de cuello desabrochada. A pesar de ser un demonio masculino, es bastante femenino y prefiere su apodo, Lady Ad, en lugar de su nombre completo. Él adora cualquier cosa bonita y es un poco narcisista al sonrojarse cuando ve su propio reflejo. Trabaja para el departamento de ropa y diseño de Pandemonium a cargo de todo lo relacionado con el arte y es responsable de la vestimenta personal y los artículos ceremoniales de Belcebú.
Buer (ブエル Bueru?)
 Seiyū: Shiori Izawa
Un demonio femenino con la cabeza de león, decoraciones de cintas tejidas en su cabello y vestido negro debajo de una bata blanca de manga corta. Es la doctora principal de la enfermería de Pandemonium.
Morrigan (モリガン Morigan?)
 Seiyū: Aya Suzaki
Una súcubo con el pelo largo y azul claro atado con un lazo rosa, cuernos azules más oscuros y un vestido blanco con charreteras militares en los hombros. Trabaja como jefe de sección en el departamento de seducción de Pandemonium, trabajando en estrecha colaboración con Adramelec.
Narrador
 Seiyū: Kikuko Inoue

## Medios

### Manga
El manga, escrito e ilustrado por matoba, comenzó a ser serializado en la edición de agosto de 2015 de la revista Gekkan Shōnen Gangan de Square Enix publicada el 10 de julio de 2015.
| N.º | Fecha de publicación     | ISBN               |
| --- | ------------------------ | ------------------ |
| 1   | 12 de marzo de 2016      | ISBN 9784757549029 |
| 2   | 22 de agosto de 2016     | ISBN 9784757550742 |
| 3   | 22 de noviembre de 2016  | ISBN 9784757551510 |
| 4   | 22 de marzo de 2017      | ISBN 9784757552722 |
| 5   | 22 de agosto de 2017     | ISBN 9784757554375 |
| 6   | 22 de diciembre de 2017  | ISBN 9784757555501 |
| 7   | 21 de abril de 2018      | ISBN 9784757556911 |
| 8   | 21 de septiembre de 2018 | ISBN 9784757558441 |
| 9   | 22 de diciembre de 2018  | ISBN 9784757559301 |
| 10  | 11 de mayo de 2019       | ISBN 9784757561144 |
| 11  | 12 de noviembre de 2019  | ISBN 9784757563384 |
| 12  | 10 de julio de 2020      | ISBN 9784757567405 |

### Anime
Una adaptación a serie de anime fue anunciada en la edición de mayo de 2018 de Monthly Shōnen Gangan el 12 de abril de 2018. La serie fue dirigida por Minato Kazuto y escrita por Yoriko Tomita, con animación del estudio Liden Films. Etsuko Sumimoto es el diseñador de personajes, mientras que Satoshi Motoyama es el director de sonido. Kanon Wakeshima y naotyu- compusieron la música de la serie. La serie se emitió del 11 de octubre al 27 de diciembre de 2018 en ABC y otros canales. El tema de apertura es Pink Lemonade (ピンクレモネード Pinku Remonēdo?) interpretado por Sangatsu no Phantasia, mientras que el tema final es una canción de personaje titulada Akuma de Koiwazurai (あくまで恋煩い?) e interpretada por Saori Ōnishi, Misaki Kuno y Ai Kakuma. Crunchyroll transmitió los 12 episodios de la series en streaming en todo el mundo excepto Asia.